# Mistrzostwa Europy w Futsalu 2003
3. Mistrzostwa Europy w Futsalu odbyły się we Włoszech w dniach 17-24 lutego 2003. Mistrzem Europy po raz pierwszy została drużyna gospodarzy, pokonując w meczu finałowym, drużynę Ukrainy 1–0. Meczu o trzecie miejsce nie rozegrano i ex aequo zajęły je reprezentacje Czech i Hiszpanii.

## Hale
| Aversa                                   | Caserta                         |
| ---------------------------------------- | ------------------------------- |
| Palasport di Aversa Liczba miejsc: 8 000 | PalaMaggiò Liczba miejsc: 8 000 |
|                                          |                                 |
| AversaCaserta                            |                                 |